# Koppenburgbrug
Koppenburgbrug (brug 1029) is een bouwkundig kunstwerk in Amsterdam-Zuidoost.

## Brug
Deze brug maakt deel uit van de infrastructuur van de Bijlmermeer zoals bij de inrichting van die wijk voor ogen stond. Ze ligt in de Groesbeekdreef, die samen met de Bijlmerdreef, 's-Gravendijkdreef en de Karspeldreef een wijk met honingraatflats omringt. Hoe de dreef zou gaan heten was tijdens het ontwerp nog niet bekend. Architect Dirk Sterenberg van de Dienst der Publieke Werken ontwierp bijna zo niet alle kunstwerken voor die ringweg. Brug 1029 zorgde ervoor dat voetgangers en fietsers de buurt in en uit konden, zonder de genoemde dreven te moeten oversteken. Sterenberg ontwierp daartoe voor die dreven een serie viaducten (grote bruggen), die allemaal op elkaar lijken en alleen voor wat betreft lengte (en breedte) van elkaar verschillen. De Groesbeekdreef was ontwikkeld als vierbaansweg en ook als zodanig opgeleverd. Met al die hoogbouw zoals ten oosten van de dreef was een grote verkeersweg wel nodig. Toen in de jaren tachtig de westzijde werd bebouwd had men van die hoogbouw genoeg; er kwam laagbouw en het belang van die Groesbeekdreef was niet meer zo groot. Bij de inrichting van de K-Buurt rondom het Krimpertplein (circa 1983) had men vooral bouwgrond nodig. Daarom werd een deel van de Groesbeekdreef opgeofferd voor parkeerplaatsen en garageboxen, de dreef werd een tweebaansweg. Dat is terug te vinden in deze Koppenburgbrug, want die is voor wat betreft overspanning maar voor 50 % in gebruik. Ook het aantal bewegingen onder het viaduct bleek niet zo groot; het voet- en fietspad werden ingesnoerd en aan beide zijde kwamen parkeervakken.

## 21e eeuw

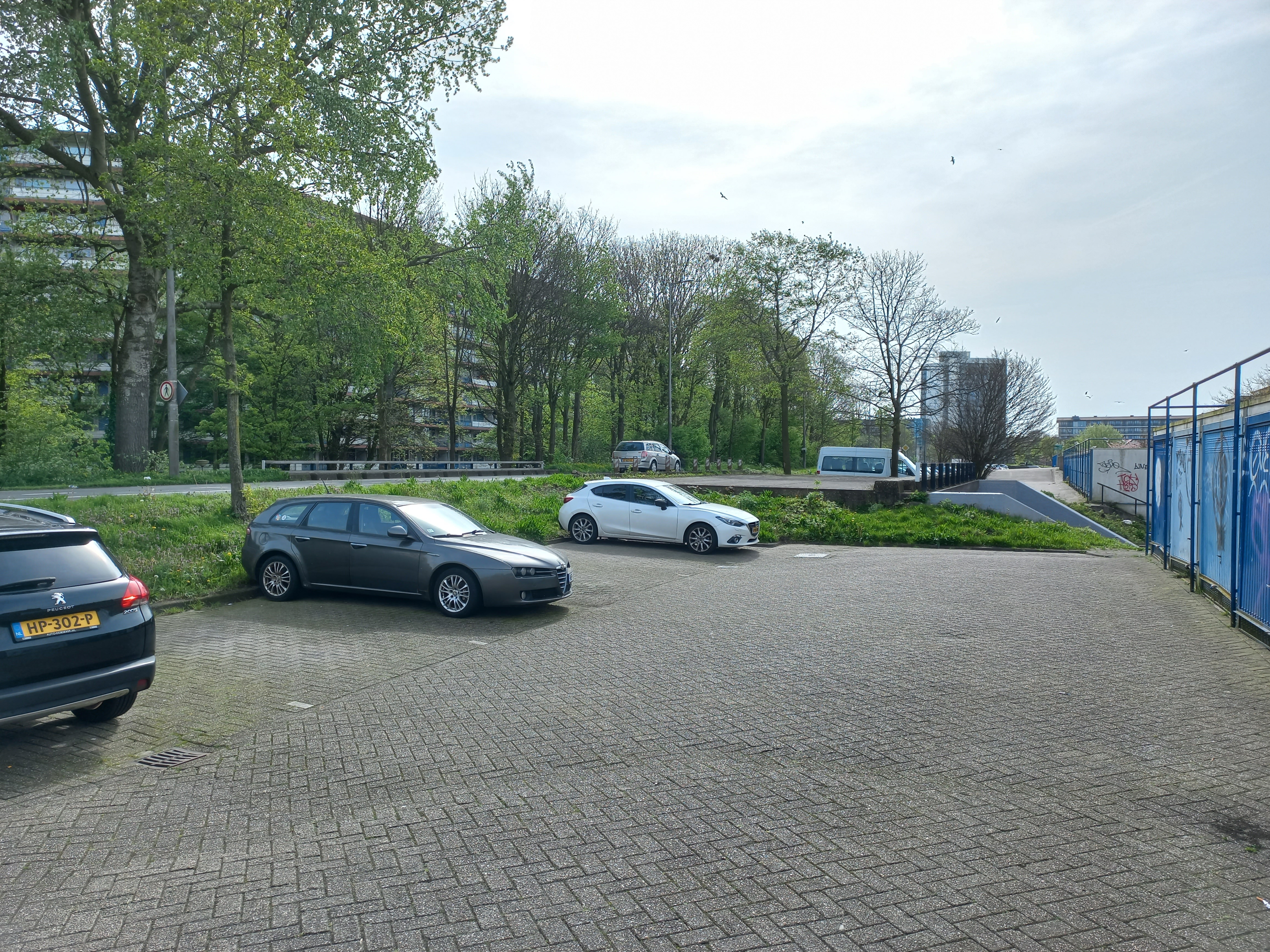
Brug half in gebruik (april 2024)

Het viaduct overleefde de gedeeltelijke afgraving van de Groesbeekdreef, die rond 2002 plaatsvond. Pas in 2018 kreeg de brug haar naam. Ze is vernoemd naar de Kloppenburgstraat, een soort parallelweg van de Groesbeekdreef. Beide zijn vernoemd naar een oude boerderij in Lathum, Angerlo.
Die viaducten zijn in de 21e eeuw nog steeds herkenbaar in de infrastructuur. De herkenningspunten zijn de steenblokken naast de leuningen en balustraden, de afgeronde randplaten en de uitlopers van de keermuren.
<<< · 1000 · 1001 · 1002 · 1003 · 1004 · 1005 · 1006 · 1007 · 1008 · 1009 · 1010 · 1011 · 1012 · 1013 · 1014 · 1018 · 1028 · 1029 · 1030 · 1032 · 1033 · 1034 · 1035 · 1036 · 1037 · 1038 · 1039 · 1040 · 1041 · 1044 · 1045 · 1046 · 1048 · 1049 · 1050 · 1051 · 1062 · 1063 · 1064 · 1065 · 1066 · 1067 · 1076 · 1077 · 1078 · 1083 · 1090 · 1092 · 1093 · 1094 · 1095 · 1096 · 1097 · 1098 · 1099 · >>>
Brugnummers  1015, 1016, 1017, 1019, 1020, 1021, 1022, 1023, 1024, 1025, 1026, 1027, 1031, 1042, 1043, 1047, 1052/1053 (niet gebouwd), 1054, 1055, 1056, 1057, 1058, 1059, 1060, 1061, 1068, 1069-1075, 1079, 1080, 1081, 1082, 1084-1088, 1089 en 1091 (onbekend) zijn niet meer vergeven. De meesten daarvan zijn gesloopt in verband met sanering Zuidoost. Alle bruggen lagen en liggen in Zuidoost behalve bruggen 1000 en 1002.